# Oscar Riddle
Oscar Riddle (27 de septiembre de 1877 — 29 de noviembre de 1968) era un biólogo Norteamericano. Conocido por su investigación de la glándula pituitaria y por aislar la hormona prolactina.

## Carrera temprana
Riddle nació en Cincinnati, Indiana hijo de Jonathan Riddle, Jr. Y Amanda Emeline Carmichael Riddle donde creció junto a ocho hermanos. Recibió un grado en ciencias (B.S.) En biología de la Universidad de Indiana en 1902 y un PhD en zoología en la Universidad de Chicago en 1907. Aprendió fisiología y biología en Saint Louis, Misuri y Puerto Rico. En su intento en convertirse en un ictiólogo, Riddle se embarcó en expediciones de historia natural al Río Orinoco en Cuba en América Del sur. A su regreso, En una conferencia sobre evolución enardeció su interés y en 1912 se convirtió en investigador asociado en el Laboratorio Cold Spring Harbor en el instituto Carnegie de la institución en Long Island. Sirvió en la Guardia Nacional de Nueva York de 1916 a 1918 y el Ejército de Estados Unidos de 1918 a 1920, donde fue estacionado en Francia.

## Búsqueda
En su tiempo, Riddle fue uno de los mejores biólogos en los Estados Unidos. cuyas investigaciones abarcaban desde Endocrinología, fisiología de la reproducción, pigmentación animal, y la naturaleza y base funcional de sexo. Es más recordado por su investigación de la mayor hormona de la pituitaria la prolactina. Riddle fue estudiante de Jacques Loeb, El y sus colegas fueron los primeros en aislar a la prolactina, la cual fue nombrada por Riddle, acuñandola en 1932. Riddle descubrió que las inyecciones de prolactina inhibian el crecimiento de gónadas en machos y producía comportamiento maternal producido en hembras. su investigación demostrado que la prolactina y otras hormonas del lóbulo frontal son desintegradas por la enzima tripsina. Su trabajo también mostró que el crecimiento es una respuesta sinérgica a las hormonas prolactina y tirotropina. Obtuvo un grado en ley en 1933 y estuvo presentado en la cubierta Archivado el 28 de agosto de 2012 en Wayback Machine. de la revista TIME en enero de 1939. Riddle se retiró en 1945.

## Humanismo
Riddle era un ateo devoto y sostuvo la condena que la religión posa una amenaza seria a los adelantos científicos. obteniendo atención nacional por un discurso desmitificando las supersticiones en 1936. Su discurso estuvo entregado a la Asociación americana para el Adelanto de Ciencia y estuvo publicado en la revista científica Science y en la portada del New York Times. En 1958, Riddle fue nombrado el Humanista del Año por la Asociación Humanista americana. Fue presidente de la Federación Americana de Racionalistas en 1959 y 1960.
Riddle se casó tarde en su vida con Leona Lewis, una profesora de música, en 1937. No tuvieron ningún niño.
Murió de cáncer de próstata a la edad de 91 en Plant city, Florida en 1968.

## Publicaciones
- Endocrines and Constitution in Doves y pigeons [Endocrinos y constutición en palomas] (1947)
- The Unleashing of Evolutionary Thought [El desencadenamiento del pensamiento evolutivo] (1952)